# كريستوفر إيجان
كريستوفر إيجان (بالإنجليزية: Christopher Egan)‏ مواليد 29 يونيو 1984 في سيدني، أستراليا، هو ممثل أسترالي.

## روابط خارجية
- كريستوفر إيجان على موقع IMDb (الإنجليزية)
- كريستوفر إيجان على موقع ألو سيني (الفرنسية)
- كريستوفر إيجان على موقع أول موفي (الإنجليزية)
- كريستوفر إيجان على موقع قاعدة بيانات الأفلام السويدية (السويدية)
- كريستوفر إيجان على موقع قاعدة بيانات الفيلم (الإنجليزية)
- كريستوفر إيجان على موقع كينوبويسك (الروسية)